# Cichlasoma orinocense
Cichlasoma orinocense är en fiskart som beskrevs av Kullander, 1983. Cichlasoma orinocense ingår i släktet Cichlasoma och familjen Cichlidae. Inga underarter finns listade i Catalogue of Life.